# Bell 407
Bell 407 je helikopter američke proizvodnje korišten uglavnom za civilne potrebe.

## Razvoj
Za razliku od dvokrakog rotora na Bell 206 na čijoj je osnovi nastao, na Bell 407 ugrađen je četverokraki "kruti" rotor koji može mijenjati samo nagib krakova. Dijametar rotora je 10,67 m. Ostali sustavi su gotovo jednaki kao i na Bell 206. Najčešće se koristi kao poslovni zrakoplov, za prijevoze na kraćim relacijama, za ambulantne letove, policijske patrole te za potrebe televizijskih ekipa (snimanje reportaža). Pogoni ga turbo-osovinski motor od 520 kW.

## Inačice
Bell 417 je laki helikopter koji je izradio Bell Helicopter Textron. Četverokraki rotor pogoni turbo-osovinski motor od 970 KS. Predviđen je za prijevoz do pet osoba. Prvi puta je prikazan 26. veljače 2006., a prvi let je imao 8. lipnja 2006. godine.
Proizvodnja inačice za civilne potrebe otkazana je početkom 2007., a nastavila se izrada vojne inačice ARH-70. 

## Tehničke karakteristike (Bell ARH-70)
Osnovne karakteristike
- posada: 1 pilot
- kapacitet: 7 (uključujući pilota)
- dužina: 12,7 m
- promjer rotora: 10,67 m
- visina: 3,56m

Letne karakteristike
- najveća brzina: 260 km/h
- ekonomska brzina: 246 km/h
- dolet: 598 km
- najveća visina leta: 5.698 m
- motor: 1× Allison 250-C47 turbo-osovinski motor
  - propeler: četverokraki rotor

## Poveznice
- Bell 206

## Vanjske poveznice
|  | Zajednički poslužitelj ima još gradiva o temi Bell 407 |

- (en) Bell 407